# Michael Parker (courtisan)
John Michael Avison Parker, (23 juin 1920-29 décembre 2001) est un Australien qui est officier de la Royal Navy et secrétaire privé de Philip, duc d'Édimbourg, entre 1947 et 1957.

## Jeunesse et éducation
Parker est né à Melbourne le 23 juin 1920. Fils du capitaine CA Parker, il fait ses études au Xavier College de Melbourne.

## Carrière
Parker sert dans la Royal Australian Navy, puis la Royal Navy, entre 1938 et 1947, atteignant le grade de lieutenant-commandant. Il participe à la bataille de Narvik, et plus tard est premier lieutenant du HMS Lauderdale en 1942, puis du HMS Wessex dans la 27e flottille de destroyers de la flotte britannique du Pacifique.
Parker rencontre pour la première fois le prince Philip de Grèce et du Danemark en 1942, lorsque Philip est affecté au destroyer HMS Wallace comme sous-lieutenant  et ils deviennent des amis proches. En 1947, lorsque Philip est créé duc d'Édimbourg dans la pairie du Royaume-Uni, Parker rejoint la maison du duc d'Édimbourg comme secrétaire privé, initialement à temps partiel. Il devient également écuyer du duc et de la duchesse d'Édimbourg (qui devient plus tard, en 1952, la reine). Le duc amène Parker dans le "Thursday Club", un groupe fermé de déjeuners hebdomadaires.
En 1952, Parker est au Kenya avec le couple royal et leur annonce la mort du roi George VI,. Parker devient secrétaire privé à plein temps du duc. Parker est créé membre de l'Ordre royal de Victoria (MVO) en 1953 et commandeur (CVO) en 1957. Il accompagne le duc lors de sa tournée mondiale de cinq mois en 1956 à bord du HMY Britannia.
Le divorce de Parker en 1958, largement rapporté dans les médias, le force à démissionner de son poste de secrétaire privé du duc. Il est remplacé dans ce poste par James Orr. Parker reste en contact avec le duc jusqu'à la fin de sa vie,. Parker travaille pour le constructeur d'avions Lockheed Corporation et l'agence de publicité Leo Burnett Worldwide. Il retourne vivre en Australie à la fin des années 1960. Il devient président de Australian Dredging and General Services et est administrateur de Sperry Australia.
Lors de l'Australian Day Honors de 1996, il est nommé membre de l'Ordre d'Australie pour «service à l'éducation, en particulier par le biais du Plain English Speaking Award Scheme, et à la communauté».

## Vie privée
Parker épouse Eileen Allan en 1943, avec qui il a un fils et une fille. Le mariage est dissous en 1958. Eileen écrit un livre de 1982 intitulé Step Aside for Royalty dans lequel elle affirme que son mari et le duc d'Édimbourg utilisaient les pseudonymes Murgatroyd et Winterbottom pour «sortir du palais»,.
En 1962, Parker épouse Carol Thompson, avec qui il a une autre fille et un fils ; le mariage prend fin. En 1976, il épouse Jean Ramsay, morte en 2001.
Parker est mort à Melbourne, en Australie, en décembre 2001.

## Dans la fiction
Parker est interprété par Daniel Ings dans la série Netflix The Crown.